# Oxalis inaequalis
Oxalis inaequalis är en harsyreväxtart som beskrevs av Weintroub. Oxalis inaequalis ingår i släktet oxalisar, och familjen harsyreväxter. Inga underarter finns listade i Catalogue of Life.